# Walentina Gołubiewa
Walentina Nikołajewna Gołubiewa (ros. Валенти́на Никола́евна Го́лубева, ur. 9 marca 1949 we wsi Nazarowo w obwodzie nowosybirskim) – radziecka tkaczka, dwukrotna Bohater Pracy Socjalistycznej (1977 i 1984).

## Życiorys
1978 ukończyła technikum bawełniane w Iwanowie, w latach 1977–1991 należała do KPZR, od 1967 tkaczka kombinatu kamgarnowego im. Lenina Ministerstwa Przemysłu Tekstylnego RFSRR, gdzie szybko zaczęła być przodująca w produkcji. W 1985 zaocznie ukończyła Iwanowski Państwowy Instytut Tekstylny i Akademię Nauk Społecznych przy KC KPZR, 1986 została dyrektorem Iwanowskiej Fabryki Tkackiej im. Kirowa, od 1987 dyrektor generalna Iwanowskiego Bawełnianego Zjednoczenia Produkcyjnego, w latach 1987–2002 dyrektor generalna "Wielkiej Manufaktury Iwanowskiej". W latach 1981–1990 członek KC KPZR, członek biura Iwanowskiego Komitetu Obwodowego KPZR. Deputowana do Rady Najwyższej RFSRR i członek jej Prezydium, 1989–1991 deputowana ludowa ZSRR.

## Odznaczenia i nagrody
- Medal Sierp i Młot Bohatera Pracy Socjalistycznej (dwukrotnie – 1 sierpnia 1977 i 2 kwietnia 1984)
- Order Lenina (dwukrotnie – 1 sierpnia 1977 i 2 kwietnia 1984)
- Order Sławy Pracy III klasy
- Nagroda Państwowa ZSRR (1979)
- Nagroda Leninowskiego Komsomołu

I medale.